# Metronome (skivbolag)
Denna artikel handlar om skivbolaget. För film och TV-bolaget, se Metronome Film & Television.
Metronome var ett svenskt skivbolag som startades 1949 av Anders Burman, Lars Burman och Börje Ekberg. Namnet hämtades från den amerikanska musiktidskriften Metronome Magazine. Den första skiva som Metronome Records gav ut var 78-varvaren Siesta med Gösta Theselius and his All-Star Band, skivnummer J 101, inspelad av Börje Ekberg den 6 februari 1949. Den första 45-varvaren var singeln Say it with your heart / Song from  Moulin Rouge med Staffan Broms och Harry Arnolds orkester, inspelad 20 maj 1953.

## Tillkomsten
Lars Burman hade i slutet av 1940-talet importerat en slags jukebox, en Melody Lane, som bestod av en högtalare och en bandspelare. Melody Lane fanns på till exempel kaféer för privatlyssning mot betalning. Då det vid den tiden var förbjudet att föra över musik inspelad på grammofonskiva till rullband behövde Lars Burman skaffa egen musik till musikspelaren. Tillsammans med sin yngre bror Anders Burman och Börje Ekberg kläckte han idén att starta ett skivbolag, som bland annat kunde försörja Melody Lane med musik.
Metronome Records registrerades som ett dotterbolag till tidningen Top Hat som Lars Burman ägde. Startkapitalet var 4 000 kronor, som bara räckte till tre månaders verksamhet. Mats och Tore Bjerke, ägare till Como M&T Bjerke AB, gick in med kapital som "sleeping partners". Därmed kunde bolaget flytta från bröderna Burmans föräldrahem på Kammakargatan 41 till Bjerkes fastighet på Grevgatan 49 i Stockholm. Till det så kallade "Metronomehuset" flyttade senare även Owe Thörnqvist och Siw Malmkvist.
Metronome Records inspelningar gjordes till en början med Börje Ekbergs Webster Wire Recorder, framförallt från Nalens stora scen. Den första egna studion låg på Karlavägen 67 där ljudteknikern Gösta Wiholm fick bygga ett mixerbord till den provisoriska inspelningsstudion. År 1959 övertog man Terry, en kvartersbiograf på Karlbergsvägen 57, och anställde samtidigt Rune Persson från Sandrews.

## Jazz, visa, rock
Metronome var under 1950-talet ett viktigt skivbolag för utgivningen av svensk jazz med namn som Lars Gullin, Jan Johansson, Charlie Norman, Harry Arnold och Bengt Hallberg. Under 1960-talet förändrades utgivningen mot en mer visa och schlager med artister som Alice Babs, Sonya Hedenbratt, Kalle Sändare, Cornelis Vreeswijk, Jailbird Singers,  Owe Thörnqvist och Fred Åkerström. Med Pugh Rogefeldt, Ola Magnell, Bernt Staf, John Holm, Marie Bergman, Björn J:son Lindh introducerade Metronome en ny typ av visa och rock på svenska.
År 1979 köptes Metronome av Warner Music Group, som alltjämt (2013) använder namnet Metronome som "underetikett" för vissa utgivningar. Namnet på den svenska filialen är numera Warner Music Sweden.

## Diskografi (urval)
- Sven-Bertil Taube Sjunger visor av Bellman, Sjöberg (1956 EP MEP 153)
- Various Artists Metronome 10-års jubileum  (1960 LP JUB-LP 1949-59)
- Ann-Louise Hansson En dag med Ann-Louise (1962 LP MLP 15116)
- Fred Åkerström Sjunger Ruben Nilsson (1963 LP MLP 15.143)
- Anna-Lena Löfgren Anna-Lena (1964 LP HLP 10.504)
- Cornelis Vreeswijk Ballader och oförskämdheter (1964 LP MLP 15152)
- Jailbird Singers Tjuvballader och barnatro (1964 LP MLP 15165)
- Siw Malmkvist 12 sidor Siw Malmkvist (1967 LP MLP 15273)
- Pugh Ja, dä ä dä (1969 LP MLP 15336)
- Cornelis Vreeswijk Poem, ballader & lite blues (1970 DLP DMLP-1)
- Bernt Staf När dimman lättar (1970 LP MLP 15385)
- Family Four & Inger Öst Kör långsamt (1971 LP HLP 10.530)
- Björn J:son Lindh Ramadan (1971 LP MLP 15.414)
- John Holm Sordin (1972 LP MLP 15.445)
- Björn J:son Lindh  Cous Cous (1972 LP MLP 15.450)
- Gösta Linderholm  In kommer Gösta (1973 LP MLP 15.503)
- John Holm Lagt kort ligger (1974 LP MLP 15.546)
- Marie Bergman Mitt ansikte (1974 LP MLP 15.544)
- Pugh & Rainrock Ett steg till (1975 DLP DMLP-2)
- Fred Åkerström  Glimmande nymf (musikalbum) (1975 LP MLP 15.548)
- Ola Magnell Påtalåtar (1974 LP MLP 15.504)
- Torsten Wallin När kulorna rullar (1976 LP MLP 15.591)
- Magnus & Brasse Varning för barn (1976 LP MLP 15.601)
- Turid Lundqvist Selma, världserövrare (1977 LP MLP 15.619)
- Kenta Kenta (1979 LP MLP 15.653)
- Aston Reymers Rivaler Tvål (1981 LP MLP 15.685)
- Tom Trick producerad av John Holm (1982 MP MILP 1)
- Orup Orupeansongs (1991 LP 9031-73037-1)
- Pelle Almgren & Wow Liksom Allting är bra! (1991 LP 9031-75023-1)

## Gump
År 1972 startade Anders Burman underetiketten Gump för vilken Pugh Rogefeldt blev producent. Syftet var att ge ut musik i liknande anda som de progressiva skivbolagen MNW och Silence Records. På etiketten utgavs under de följande totalt sju album.
- 1971 – Sogmusobil: Telefon (Gump 1)
- 1971 – Joakim Skogsberg: Jola Rota (Gump 2)
- 1972 – Nature (Gump 3)
- 1972 – Mats Glenngård: Kosterläge (Gump 4)
- 1973 – Kvartetten som sprängde: Kattvals (Gump 5)
- 1974 – Sten Bergman: Lyckohjulet (Gump 6)
- 1975 – Blandade artister: Voice of the Wolf (Gump 7)